# Environnement en Argentine
L'environnement en Argentine est l'environnement (ensemble des éléments - biotiques ou abiotiques - qui entourent un individu ou une espèce et dont certains contribuent directement à subvenir à ses besoins) du pays Argentine. Pays d'Amérique du Sud, aux paysages remarquables, il présente un enjeu agricole important.

## La biodiversité de l'Argentine

### Milieux
Le pays abrite des paysages et écosystèmes très variés, en raison notamment d'un important gradient climatique. 
L'Argentine s'étend en effet sur 5 200 km (frontière avec le Chili) du nord au sud et 1 400 km d'est en ouest. Le territoire peut être divisé en quatre zones distinctes : les plaines fertiles de la pampa au centre du pays, le plat pays de la Patagonie au sud (s'étendant sur un gros quart sud du pays (28 %), jusqu'à la Terre de Feu), les plaines sèches du Gran Chaco au nord et enfin la région très élevée de la cordillère des Andes à l'ouest le long de la frontière avec le Chili dont le mont Aconcagua culmine à 6 960 m. L'écosystème dominant est celui de la pampa qui abrite une biodiversité originale et souvent endémique.
Le point culminant de l'Argentine — et de l'Amérique — est le mont Aconcagua.
La forêt a souvent fortement régressé au profit de boisements industriels (monocultures parfois), de l'élevage bovin et d'une agriculture souvent industrielle qui contribue à dégrader les sols. Le Sud du pays est exposé à une augmentation des UV solaires (cancérigènes, mutagènes), induite par le trou de la couche d'ozone, plus grand au-dessus de l'Antarctique qu'au-dessus de l'Arctique.
Depuis les années 1990, l'Argentine a perdu plus de 22 % de ses forêts.

### Rivières et lacs

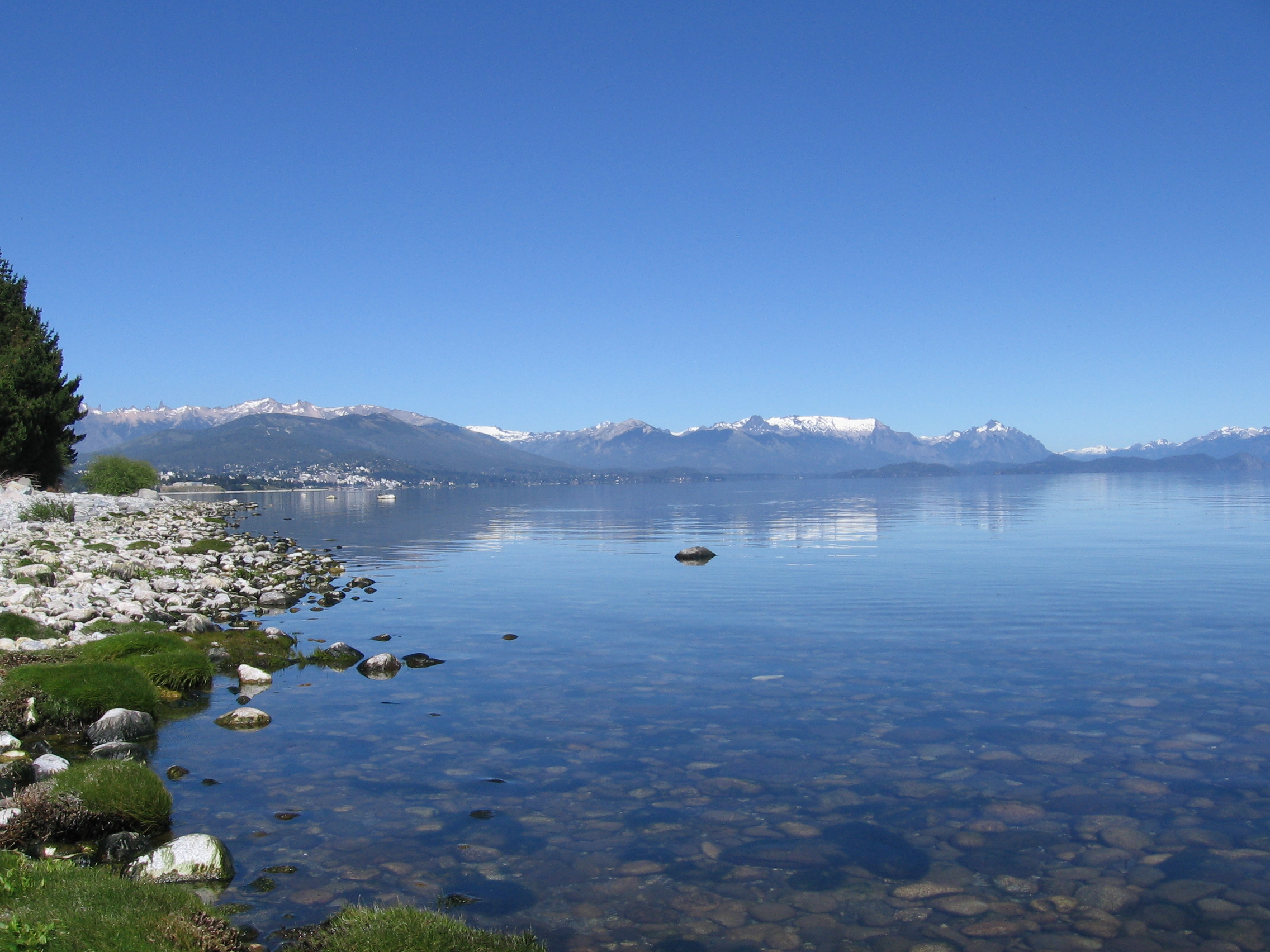
Le lac Nahuel Huapi en Patagonie.

Parmi les grands fleuves, citons le Paraguay, le Bermejo, le río Negro, le río Colorado, l'Uruguay, ainsi que le Paraná qui est le plus long fleuve d'Argentine. Les fleuves Paraná et Uruguay coulent vers l'océan Atlantique et se rejoignent pour former le delta du río de la Plata. Dans le parc national de Misiones, au nord du pays, les mini-chutes d'une selva saturée vont se réunir pour former le fleuve Panana. Des grands lacs comme des mers se sont formés au pied des Andes, dans des sites encore vierges tels le Nahuel Huapi, à San Carlos de Bariloche.

### Faune et flore

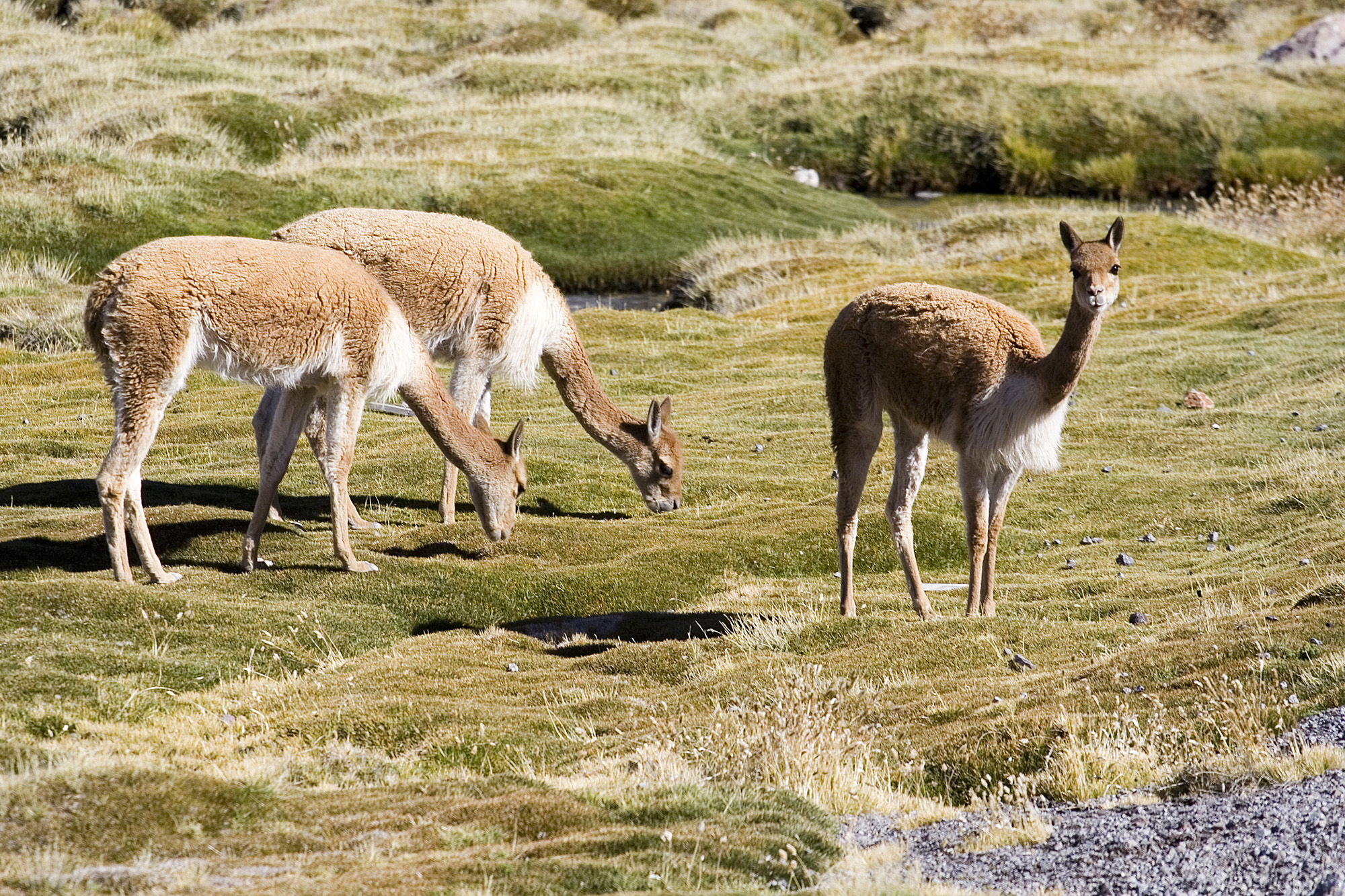
Troupeau de vigognes.

Dans les immenses étendues de la Pampa subsiste encore une faune précolombienne représentée en particulier par le tatou dit à neuf bandes : les gaúchos pourchassent ce mammifère xénarthre car ils redoutent ses terriers dans lesquels le bétail se casse les pattes.
En altitude, le lama est encore utilisé comme animal de portage.
D'après une étude publiée par plusieurs ONG en mars 2018, les forêts de la région du Gran Chaco disparaissent à un rythme comparable, voire supérieur à celui des forêts tropicales d’Amazonie. Cette déforestation a pour cause le développement des cultures de soja, principalement destinées à l’alimentation des animaux d’élevage. L'étude recense en outre différents impacts du développement de ces cultures : « déplacements forcés de populations autochtones vivant de la forêt, pollutions et destructions massives de terres, effets dévastateurs sur la santé publique de l’utilisation à outrance de pesticides (augmentation des malformations congénitales, des cancers et des maladies respiratoires) »[réf. nécessaire].

### Espaces protégés
Au sein du parc national El Impenetrable, une loutre géante considérée comme espèce éteinte pour le pays, et en voie de disparition sur le plan international, a été aperçue en 2021 sur la rivière Bermejo, où elle n'avait pas été observée depuis 100 ans.

## Impacts sur les milieux naturels

### Activités humaines

#### Agriculture et agroalimentaire
Près de la moitié de la superficie du pays est occupée par de l'élevage extensif.
L'utilisation de maïs OGM et de glyphosate (Roundup, herbicide de Monsanto) est importante. Les traitements au pesticide polluent les sols et les eaux superficielles. Les agriculteurs chargés de l'épandage sont également victimes de problèmes de santé, maladies, décès par intoxication. Le Roundup est également utilisé sur les plants de tabac.
L’usine de Monsanto Rojas est, en mars 2014, la plus grande unité mondiale de production de graines de maïs transgéniques.
Depuis les années 1990, l'Argentine a perdu plus de 22 % de ses forêts.
D'après une étude publiée par plusieurs ONG en mars 2018, les forêts de la région du Gran Chaco disparaissent à un rythme comparable, voire supérieur à celui des forêts tropicales d’Amazonie. Cette déforestation a pour cause le développement des cultures de soja, principalement destinées à l’alimentation des animaux d’élevage. L'étude recense en outre différents impacts du développement de ces cultures : « déplacements forcés de populations autochtones vivant de la forêt, pollutions et destructions massives de terres, effets dévastateurs sur la santé publique de l’utilisation à outrance de pesticides (augmentation des malformations congénitales, des cancers et des maladies respiratoires) ».

### Pollutions

#### Les émissions de gaz à effet de serre (GES)
30 % des gaz à effet de serre émis dans le pays sont générés par les vaches. L’Argentine est ainsi responsable de 0.6 % des émissions totales sur la planète. Si l’on observe  l’émission par habitant, le pays devance la Chine, le Brésil ou encore l’Uruguay.

#### La pollution de l'air

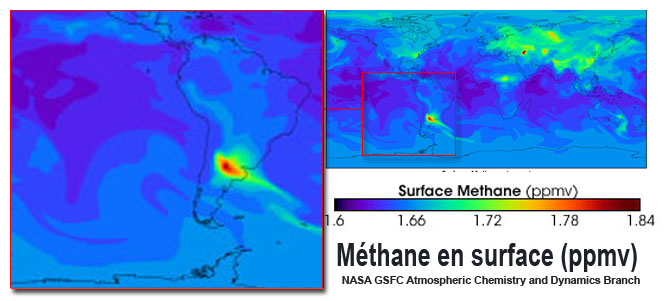
Carte des hot-spot d'émission de méthane de l'hémisphère sud.

#### La pollution de l'eau et des sols
En décembre 2018, Greenpeace révèle un « scandale de pollution massive » dont s'est rendue coupable la multinationale Total au nord de la Patagonie. Une « gigantesque piscine de déchets toxiques » s'est créée, l'entreprise pétrolière étant accusée de jeter des « résidus toxiques à l'air libre, dans de gigantesques piscines creusées sans aucune protection entre les déchets et le sol». Et ce, alors que des villages Mapuche sont installés à moins de 5 kilomètres.

#### La gestion des déchets
En décembre 2018, Greenpeace a met en cause les sous-traitants de cinq compagnies pétrolières, dont Total au nord de la Patagonie. L'entreprise dirigée par Patrick Pouyanné explique que l'inspection et l'audit menés en octobre n'ont rien décelé d'anormal. La compagnie a réaffirmé que le "stockage des eaux de nettoyage des bacs de boues de forage" doit être effectué dans des bacs fermés.

### Impacts de l'urbanisation

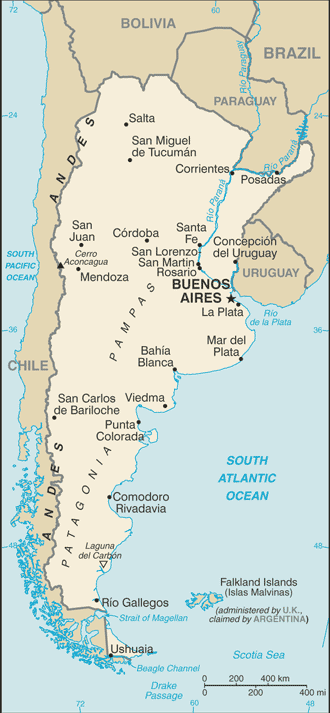
Carte des villes d'Argentine

Les dix villes principales en 2020 sont : 
| Rang | Villes                | Province     | Est. 2008  |
| ---- | --------------------- | ------------ | ---------- |
| 1    | Buenos Aires          | Buenos Aires | 12.789.000 |
| 2    | Córdoba               | Córdoba      | 1. 272.000 |
| 3    | Rosario               | Santa Fe     | 1.242.000  |
| 4    | Mendoza               | Mendoza      | 885.000    |
| 5    | San Miguel de Tucumán | Tucumán      | 789.000    |
| 6    | La Plata              | Buenos Aires | 732.000    |
| 7    | Mar del Plata         | Buenos Aires | 604.000    |
| 8    | Salta                 | Salta        | 516.000    |
| 9    | Santa Fe              | Santa Fe     | 493.000    |
| 10   | San Juan              | San Juan     | 453.000    |

## L'exposition aux risques
L'Argentine est exposé à de multiples aléas naturels : inondations, tempêtes, incendies, glissements de terrain, séismes, coulées de boue...
L’Argentine connaît depuis 2020 une sécheresse catastrophique. En 2020, elle touchait 60 % de son territoire, impactant 530 km2 de zone humide dans le delta du Parana et contribuant à la propagation des incendies - à 95 % d'origine humaine. En 2023, les exportations de céréales, cruciales pour la survie financière du pays, vont baisser de 25 %, la sécheresse concernant toujours plus de la moitié du territoire - pour la troisième année consécutive.
En 2023 également, durant des semaines, l’Argentine enregistre son été le plus chaud de l’histoire et enchaîne les épisodes de canicule, avec des températures ressenties dépassant à plusieurs reprises les 40 °C, notamment dans la capitale.

## Politique environnementale en Argentine
En 2011, le gouvernement argentin adopte une loi sur la protection des glaciers interdisant les projets miniers, pétroliers et gaziers dans les glaciers et les zones de permafrost. La multinationale Barrick Gold, la Minera Argentina Gold et les autorités de la province de San Juan tentent de faire annuler la loi en présentant un recours devant la Cour suprême d'Argentine.

### Acteurs
- Fabian Tomasi, chargé de remplir d’herbicides les réservoirs d'avions d’épandage, et victime de la toxicité des pesticides, a milité pour faire reconnaître le lien entre sa maladie et son métier. Dans les années 2010, il aura contribué à faire que certains maires émettent des arrêtés municipaux pour encadrer les épandages, sous la pression de leurs administrés, avant de décéder en 2018[12].

### Évaluation environnementale globale
En 2015, l'organisation Global Footprint Network (GFN) indique que l'Argentine a ... en biocapacité. La biocapacité s'élève à environ ... gha (hectare global par habitant), l'empreinte écologique à ... gha.